# Hovhannes Tcholakian
Hovhannes Tcholakian (Armeens: Յովհաննէս Չոլաքեան) (Istanboel, 12 april 1919 - 16 september 2016) was een Turks geestelijke en een aartsbisschop van de Armeens-Katholieke Kerk.

## Biografie
Tcholakian werd op 25 april 1943 priester gewijd. Op 23 mei 1966 werd hij gekozen als aartsbisschop van Istanboel; deze keus werd op 16 januari 1967 bevestigd door paus Paulus VI. Zijn bisschopswijding vond plaats op 5 maart 1967.
Tcholakian ging op 21 maart 2015 met emeritaat.